# Sibuni (Aldeia)
Sibuni ist eine osttimoresische Aldeia im Suco Sibuni (Verwaltungsamt Bobonaro, Gemeinde Bobonaro). 2015 lebten in der Aldeia 372 Menschen.

## Geographie
Sibuni bildet den Norden und das Zentrum des Sucos Sibuni. Südwestlich befindet sich die Aldeia Mapeop und südöstlich die Aldeia Holmesel. Im Norden grenzt Sibuni an den Suco Ai-Assa, im Nordosten an den Suco Lour und im Süden an den Suco Molop. Die Nordostgrenze bildet der Loumea.
Im Südosten der Aldeia liegt das Dorf Sibuni. Hier befinden sich der Sitz des Sucos, eine Kapelle, ein Hospital und eine Grundschule. Östlich des Ortes steht eine Sendeanlage der Timor Telecom.

## Politik
2023 wurde Crispin de Jesus Faria zum Chefe de Aldeia gewählt.